# Jonas Holdenrieder
Jonas Holdenrieder (Monaco di Baviera, 26 novembre 1999) è un attore tedesco.

## Biografia
Jonas Holdenrieder è nato a Monaco di Baviera nel 1999. Durante i suoi anni scolastici 2012, 2013 e 2014 ha vinto il concorso bavarese “Jugend musiziert” e nel 2012 è arrivato secondo al concorso statale. 
Holdenrieder ha esordito come attore nel 2011 recitando in un episodio della serie televisiva Frühling. L'anno successivo ha ottenuto il suo primo ruolo cinematografico in Omamamia. In quello stesso anno ha interpretato il ruolo di Ludo nel film Sorelle vampiro - Vietato mordere!, tratto dalla serie di romanzi di Franziska Gehm.
Nel 2013 ha recitato in Un fantasma per amico tratto dal romanzo Il piccolo fantasma di Otfried Preußler. Nel 2014 e poi ancora nel 2016 è tornato ad interpretare Ludo nei film Sorelle vampiro 2 - Pipistrelli nello stomaco e Sorelle vampiro 3 - Ritorno in Transilvania.
Nel 2018 ha recitato nel film drammatico ispirato ad una storia vera Balloon - Il vento della libertà. Nel 2021 ha recitato in  Trübe Wolken, per il quale ha ottenuto un Max Ophüls Prize.
In televisione ha recitato in diverse serie televisive come Dr. Klein, Tatort, Un ciclone in convento e Nord Nord Mord.

### Vita privata
Si è diplomato al liceo nel 2018 e vive vicino a Monaco di Baviera.

## Filmografia

### Cinema
- Omamamia, regia di Tomy Wigand (2012)
- Sorelle vampiro - Vietato mordere! (Die Vampirschwestern), regia di Wolfgang Groos (2012)
- Un fantasma per amico (Das kleine Gespenst), regia di Alain Gsponer (2013)
- Fuck you, prof! (Fack ju Göhte), regia di Bora Dagtekin (2013)
- Sorelle vampiro 2 - Pipistrelli nello stomaco (Die Vampirschwestern 2), regia di Wolfgang Groos (2014)
- Sorelle vampiro 3 - Ritorno in Transilvania (Die Vampirschwestern 3 - Reise nach Transsilvanien), regia di Tim Trachte (2016)
- Mein rechter, rechter Platz ist frei, regia di Kerstin Rütz (2018)
- Balloon - Il vento della libertà (Balloon), regia di Michael Herbig (2018)
- Io rimango qui (Gott, du kannst ein Arsch sein), regia di André Erkau (2020)
- Trübe Wolken, regia di Christian Schäfer (2021)
- Rumspringa - Il viaggio di Jacob, regia di Mira Thiel (2022)

### Televisione
- Frühling – serie TV, 1 episodio (2011)
- Dr. Klein – serie TV, 1 episodio (2019)
- In aller Freundschaft – serie TV, 1 episodio (2019)
- Tatort – serie TV, 1 episodio (2020)
- Un ciclone in convento (Um Himmels Willen) – serie TV, 3 episodi (2020)
- Nord Nord Mord – serie TV, 1 episodio (2021)
- Schlafschafe, regia di Matthias Thönnissen – miniserie TV, 2 episodi (2021)
- Marie Is on Fire – serie TV, 12 episodi (2016-2021)
- Am Anschlag - Die Macht der Kränkung – miniserie TV (2021)

## Riconoscimenti
- 2013 – Gijón International Film Festival[2]
  - Miglior film per bambini per Un fantasma per amico (vinto insieme ad Alain Gsponer, Martin Ritzenhoff, Herbert Knaup, Uwe Ochsenknecht, Stefan Merki, Anna Thalbach e Nico Hartung)

- 2021 – Max Ophüls Festival
  - Miglior attore per Trübe Wolken

- 2021 – Romy Gala
  - Nomination  Favorite Male Shooting Star per Trübe Wolken

## Doppiatori italiani
Nelle versioni in italiano dei suoi lavori, Jonas Holdenrieder è stato doppiato da:
- Mattia Fabiano ne Un fantasma per amico[3]
- Gabriele Caprio in Marie Is on Fire[4]